# Fender Mustang
A Fender Mustang egy elektromos gitár, melyet az amerikai Fender hangszercég gyárt már 1964 óta. A hangszer a rövid skálahosszúságú gitárok közé tartozik: a szokásos 650 mm helyett, csak 610 mm-es menzúrával rendelkezik.

## Története
A gitárt eredetileg a Musicmasterhez hasonlóan tanulómodellnek szánta a Fender, de hamarosan olyan híres zenészek tették le mellette voksukat, mint Kurt Cobain, David Byrne, vagy épp John Frusciante. A Fender 1967-től a Mustang mintájára vezette be a ténylegesen belépő-szintű Bronco modellt, ami azonban nem váltotta be a hozzá fűzött reményeket.
A Mustang 1964-től 1982-ig készült. Az eredeti állapotú '64-es modellek gyűjtők számára ma már 5 000 dollár körüli értéket képviselnek. 1990-ben újra megindult a modell gyártása, és főleg punk és grunge bandák körében aratott nagy sikert.

## Felépítése

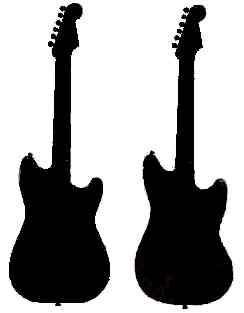
Egy Mustang (balra) és egy Musicmaster testkontúrja

A Mustang teste a Fendernél hagyományosnak mondható jávorfa helyett nyárfából készül. (Nagyjából ugyanezt a testformát halsználták egyébként a Bronco, Musicmaster, és Duo-Sonic modellek esetében is.) A nyak csavaros (bolt-on) rögzítéssel kapcsolódik a testhez, anyaga ennek már jávorfa. A fogólap lehet 21, vagy 22 érintős is. A hagyományosnál 4 cm-mel rövidebb skálahosszúság miatt a hangszer a kisebb kezű gitárosok számára ideális választásnak bizonyult, mivel az érintők közelebb helyezkednek el egymáshoz, mint mondjuk egy Stratocaster esetében.
Elektronika szempontjából a Mustang két egytekercses (single coil) hangszedővel rendelkezik. Mindkét hangszedő ki-be kapcsolható, és együtt vezérelhetők hangerő, valamint hangszín szempontjából.
A Mustang tremolórendszere egy egyedi lebegő rendszerű megoldás. Ezt a húrlábtípust gyakran nevezik „Mustang trem”, vagy „'stang trem” húrlábnak, bár eredetileg a Jazzmaster modellhez került kifejlesztésre. Ez a húrláb-típus azóta is unikumnak számít, és a Mustang mellett csak a rövid életű Jag-Stang modellen alkalmazták.